# Kawakami Tomoko
Kawakami Tomoko (川上 とも子 (Xuyên Thượng Luân Tử) 25 tháng 4 năm 1970 – 9 tháng 6 năm 2011) là một diễn viên lồng tiếng người Nhật sinh ra ở Tokyo. Cô tốt nghiệp trường âm nhạc Toho Gakuen và đã từng làm việc với Production Baobab.

## Sự nghiệp
Vai diễn đầu tiên của Kawakami vào năm 1994 là một cậu bé trong sê-ri Metal Fighter Miku. Vai quan trọng đầu tiên của cô là Chiriko trong Fushigi Yûgi vào năm 1995. Hai năm sau đó, cô tạo nên tên tuổi khi tham gia lồng tiếng cho nhân vật chính Tenjou Utena trong Revolutionary Girl Utena. Bên cạnh Chiriko và Utena, một số vai diễn nổi tiếng nhất của cô gồm có: Kamio Misuzu (AIR), Soifon (BLEACH), Rosette Christopher (Chrono Crusade), Shindō Hikaru (Hikaru no Go) và Hinata Fuyuki (Sgt. Frog).
Là một seiyū linh hoạt, Kawakami có thể thủ nhiều vai diễn phong phú cả về tính cách lẫn giới tính; từ những thiếu niên (Shindō Hikaru, Hinata Fuyuki, Chiriko), nhưng cô gái dễ thương (Sugar, Kamio Misuzu, Kurata Sayuri), sang các nhân vật hài hước (Mori Ai, Pirika). Nhưng hầu hết các vai gây tiếng vang cho cô là ở các nam anh hùng (Soifon, Tenjō Utena). Với một giọng nói đầy năng lực như vậy, cô thường xuyên được mời làm việc cho anime chủ đề huyền bí và shōjo-ai. Cô cũng được biết đến nhiều khi lồng tiếng cho các nhân vật nữ chính của sê-ri Harukanaru Toki no Naka de, dựa trên trò chơi cùng tên sản xuất bởi Koei vào năm 1996.
Tháng 8 năm 2008, Kawakami được chẩn đoán mắc bệnh ung thư buồng trứng, cần thiết phẫu thuật. Và kết quả là, cô đã không xuất hiện trên màn bạc khoảng 20 tháng. Trong thời gian này, hầu hết vai diễn của cô được thay thế bằng các seiyū khác, dù cô cũng diễn một số vai trong thời gian lâm bệnh. Cuối cùng, theo tiến triển căn bệnh, Kawakami đã qua đời vào ngày 9 tháng 6 năm 2011, hưởng dương 40 tuổi.

## Vai lồng tiếng

### Anime truyền hình
Các vai chính được in đậm
- AIR – Kamio Misuzu
- Amaenaideyo!! – Sumi Ikuina
- A Little Snow Fairy Sugar – Sugar
- Angelic Layer – Madoka Fujisaki
- ARIA – Athena Glory
- Ashita no Nadja – Shudefan
- Battle Athletes Victory – Chris Christopher
- Best Student Council – Cyndi Manabe
- Betterman – Sēme
- BLEACH – Soifon
- Bucky – The Incredible Kid – Pink
- Cardcaptor Sakura – Rika Sasaki
- Chrono Crusade – Rosette Christopher
- CLANNAD – Cô gái trong Thế giới ảo
- Cyborg 009 – Cynthia
- Darker than BLACK – Amber
- Dear Boys – Yukiko Kawasaki
- Descendants of Darkness – Kazusa Otonashi
- Detective School Q – Kazuma Narusawa
- Di Gi Charat Nyo! – Chibi Akari, Kareida–san
- Doki Doki School Hours – Akane Kobayashi
- Elfen Lied – Mariko
- F-Zero GP Legend – Reina, Sasuke
- Fullmetal Alchemist – Kyle (in episode 9)
- Fushigi Yūgi, Fushigi Yūgi Oni và Fushigi Yūgi Eikoden – Chiriko
- Gakuen Heaven – Umino Satoshi
- Gaiking – Lulu
- Genesis of Aquarion – Futaba
- Great Teacher Onizuka – Hoshino (in episode 28)
- Ghost Stories (anime) – Miyanoshita Satsuki
- Godannar – Luna
- Harukanaru Toki no Naka de – Akane Motomiya
- Hikaru no Go – Hikaru Shindō
- I'm Gonna Be An Angel! – Noelle
- Jigoku Shōjo – Yoshimi Kuroda (trong tập 1)
- Jinki: Extend – Elnie Tachibana
- Kanon – Kurata Sayuri
- Kara no Kyōkai – Ryougi Shiki
- Magical Girl Pretty Samy TV – Konoha Haida/Funky Connie
- Martian Successor Nadesico – Eri, Ai
- MegaMan NT Warrior – Princess Pride
- Mirmo! – Wakaba
- Mon Colle Knights – Fearī
- NieA 7 – Kāna
- Nodame Cantabile – Elise (cốt truyện chính trong anime), Puririn (Purigorota)
- One Piece – Amanda
- Orphen: Revenge – Licorice Nelson
- Oggy and the Cockroaches – Monica
- Paranoia Agent – Heroin
- Piano: The Melody of a Young Girl's Heart – Yūki Matsubara
- Pokémon (anime) – Ayame, Takami, Buneary của Hikari, Pokédex (Sinnoh region)
- Popotan – Konami, Mai
- Rune Soldier – Merrill
- Revolutionary Girl Utena – Utena Tenjō
- Saiyuki Reload series – Lirin
- Saru Get You-On Air – Natsumi
- Sgt. Frog – Hinata Fuyuki
- Shaman King – Pirika, Mini Mongomeri
- Shijō Saikyō no Deshi Kenichi – Fūrinji Miu
- Steel Angel Kurumi – Eiko Kichijōji
- Tactics (manga) – Yōko
- The Law of Ueki – Ai Mori
- The Twelve Kingdoms – Rangyoku
- The World of Narue – Ran Tendō
- Those Who Hunt Elves – Annette, Emily
- Those Who Hunt Elves 2 – Annette, Pichi
- Tokyo Mew Mew – Ayano Uemura (trong tập 28)
- Touch: Miss Lonely Yesterday – Kōchi
- Trinity Blood – Elise Wasmeyer (trong tập 8)
- Uta Kata – Satsuki Takigawa
- Yakitate!! Japan – Princess Anne (trong tập 31)

### Phim nhựa
- AIR – Kamio Misuzu
- Bleach: Memories of Nobody – Soifon
- Bleach: The DiamondDust Rebellion – Soifon
- Lupin; Alcatraz Connection – Monica
- Inuyasha; Affections Touching Across Time – Harin
- Keroro Gunso the Super Movie – Fuyuki Hinata
- Keroro Gunso the Super Movie 2: The Deep Sea Princess – Fuyuki Hinata'
- Keroro Gunso the Super Movie 3: Keroro vs. Keroro Great Sky Duel – Fuyuki Hinata
- Revolutionary Girl Utena: The Adolescence of Utena – Utena Tenjō

### Trò chơi điện tử
- AIR – Kamio Misuzu
- Bleach: Blade Battlers 2 – Soifon
- Bleach: Heat The Soul 3 – Soifon
- Bleach: Heat the Soul 4 – Soifon
- Bleach: Shattered Blade – Soifon
- Brave Story: New Traveler – Yuno
- Growlanser II: The Sense of Justice – Charlone Claudius
- Kanon – Kurata Sayuri
- King of Fighters – May Lee (The King of Fighters)
- Klonoa 2: Lunatea's Veil – Lolo
- The Legend of Dragoon – Meru[cần dẫn nguồn]
- Never7 – Yuka Kawashima
- Ratchet & Clank: Up Your Arsenal – Sasha
- Sengoku Basara – Itsuki
- Skies of Arcadia – Aika
- Super Smash Bros. Brawl – Fushigisou (Ivysaur)
- Tales of Destiny 2 – Nanaly Fletch
- The Law of Ueki: Taosu ze Roberuto Juudan! – Ai Mori
- Viper F40 – Raika
- Viper CTR – Miki

### Image Song
- Fushigi Yugi Vocal Collection Memories – Chiriko
- Akai Iitsutae (Crimson Legend)
- P.S.; Ai te eien desu ka? (P.S.; Is Love Forever?)
- Hikaru Mura e – Hikaru Shindo
- Hikaru Kaze (Shining Wind)
- Sora (Sky)
- The Law of Ueki:The Law of Songs – Ai Mori
- Special na Everyday (Everyday is Special)
- Shaman King Over Vocal Collection – Mini Mongomeri
- Arabesque Carpet

### Drama CD
- AIR – Kamio Misuzu
- Aria The Natural Drama – Athena Glory
- Bleach; Hanatarou's Lost Item – Soifon
- Cardcaptor Sakura; Sweet Valentine Stories – Rika Sasaki
- Doki Doki School Hours – Akane Kobayashi
- Harukanaru Toki No Naka De – Akane Motomiya
- Kagetsu no Yoi Unmei no Meikyu Shuroku Video Tsuki
- Momoji no Mai
- Okibi
- Toki Fuuin
- Tokomidori
- Tsuki no Shizuku
- Uzusukiyo
- Hikaru no Go: Sorezore no Toki – Hikaru Shindo
- JINKI: EXTEND – Elnie Tachibana
- Kanon Anthology – Sayuri Kinata
- Mizuse-san Chi
- Mita Sora no Koto
- Itsuka Mita Yume
- Kara no Kyoukai – Shiki Ryōgi
- The Law of Ueki – Ai Mori
- The Law of Drama
- The Law of Radio
- Piano Gakusho – Yuki Matsubara
- Saiyuki Audio Drama – Lirin
- Tactics – Yoko
- Tales of Destiny – Nanaly Fletch
- ZombieLoan – Yuuta

### Phim điện ảnh
- Nodame Cantabile – Puririn (Purigorota)